# Maytenus opaca
Maytenus opaca är en benvedsväxtart som beskrevs av Reiss. Maytenus opaca ingår i släktet Maytenus och familjen Celastraceae. Inga underarter finns listade.